# Eugene Gore
Eugene Gore (...) è un violinista statunitense.
È conosciuto per avere collaborato con i Beastie Boys dal 1993 al 1995. Il suo nome rientra tra gli autori di due degli album dei Beasties: Ill Communication, del 1994, e The In Sound from Way Out!, raccolta di pezzi strumentali del gruppo, risalente al 1996.

## Curiosità
Il dodicesimo brano dell'album Ill Communication, quasi interamente suonato da Eugene, prende il nome di Eugene's Lament.